# Heart on My Sleeve (chanson)
Heart on My Sleeve est une chanson écrite et produite par l'utilisateur TikTok : "Ghostwriter977", avec des voix faites pour ressembler aux musiciens canadiens Drake et The Weeknd grâce à l'utilisation de l'intelligence artificielle (IA). La chanson est publiée le 4 avril 2023 sur diverses plateformes de streaming comme Apple Music, Spotify et YouTube.
Remarquable pour son utilisation de l'IA, Heart on My Sleeve est supprimé par Universal Music Group (UMG). La chanson attire l’attention sur TikTok et recueille des millions de vues sur diverses plateformes.    .
|  |

## Contexte et sortie
En avril 2023, Drake répond à une vidéo Instagram d'une version générée par l'IA de lui reprenant Munch (Feelin' U) (2022), une chanson de la rappeuse américaine Ice Spice, la qualifiant de « la goutte d'eau qui fait déborder le vase ». La réponse de Drake est intervenue quelques jours après que son label, Universal Music Group (UMG), ait demandé à Spotify et Apple Music d'empêcher les sociétés d'IA d'accéder à ses chansons. Les voix d'autres artistes sont également utilisées pour reprendre d'autres chansons, comme la chanteuse barbadienne Rihanna reprenant Cuff It de Beyoncé (2022), le rappeur américain Kanye West reprenant Hey There Delilah (2006) de Plain White T's, le chanteur britannique Freddie Mercury reprenant Thriller de Michael Jackson (1983), ou encore la chanteuse américaine Ariana Grande reprenant Passionfruit de Drake (2017).
Le 4 avril, l'utilisateur TikTok "Ghostwriter977" met en ligne Heart on My Sleeve sur Spotify, Apple Music, SoundCloud, Amazon Music, Deezer, YouTube et Tidal. Un extrait d'une minute de la chanson est ensuite publié sur TikTok le 15 avril. Ghostwriter977 publie plusieurs vidéos sur TikTok après la sortie plus large de la chanson, dont une montrant une capture d'écran apparente d'un message texte entre Ghostwriter977 et "Rob (Attorney)" avec comme légende "Offer in from Republic", faisant référence à Republic Records, Drake et le label de Weeknd. La chanson est remixée par un utilisateur de YouTube.
Le 17 avril, Universal Music Group dépose une demande de retrait de la chanson sur plusieurs plateformes. Ghostwriter977 a ensuite créé un lien vers sa page sur Laylo, un service permettant aux créateurs d'informer les fans des nouvelles sorties, demandant aux fans de la chanson d'ajouter leur numéro de téléphone. Alors que certains ont émis l'hypothèse que Laylo aurait pu orchestré la sortie de la chanson pour attirer l'attention sur son service, la société précise plus tard qu'elle n'était pas impliquée dans la chanson. Une enquête menée par The Verge révèle qu'Universal Music Group aurait pu revendiquer la vidéo grâce au tag de producteur de Metro Boomin figurant au début de la chanson ; YouTube exige que les détenteurs de droits d'auteur déclarent qu'une certaine partie d'une vidéo enfreint le droit d'auteur. Depuis la sortie de la chanson, Universal Music Group supprime manuellement les vidéos en utilisant le système de signalement de YouTube. Il semblerait que la société ne puisse pas utiliser le système Content ID de YouTube car elle ne possède pas la chanson.
Bien que l'identité de Ghostwriter977 soit inconnue, l'utilisateur déclare plus tard qu'il était un écrivain fantôme qui « recevait une rémunération presque nulle juste pour que les grandes maisons de disques en tirent profit ». L'identité de Ghostwriter977 fait l'objet de spéculations. The Verge suggère que Ghostwriter977 pourrait être soit Universal Music Group et Drake, un écrivain fantôme légitime, ou encore Laylo, bien que ce dernier publie une déclaration affirmant que l'entreprise n'est pas derrière le compte.

## Musique et paroles
Heart on My Sleeve présente les voix générées par l'IA des musiciens canadiens Drake et The Weeknd. La chanson commence par un tag du producteur de disques américain Metro Boomin (bien qu'il n'ait pas créé la chanson) accompagné d'une boucle de piano à quatre notes qui se répète tout au long de la chanson,. Les paroles de la chanson font référence à des artistes comme Selena Gomez, Justin Bieber et 21 Savage. Drake et Justin Bieber ont collaboré sur la chanson Right Here en 2013, et de janvier à octobre 2017, Selena Gomez était en couple avec The Weeknd, ayant fréquenté Bieber de 2011 à 2015 ; Drake a collaboré avec 21 Savage à de nombreuses reprises, notamment sur les chansons Sneakin', Mr. Right Now (avec Metro Boomin), Knife Talk (avec Project Pat ) et le numéro un du Billboard Hot 100 américain Jimmy Cooks, ainsi que sur l'album collaboratif Her Loss (2022). The Weeknd et 21 Savage ont collaboré sur une chanson : Creepin' de Metro Boomin.

## Accueil critique
Avant sa suppression, Heart on My Sleeve a accumulé 600 000 streams sur Spotify, 275 000 vues sur YouTube et 15 millions de vues sur TikTok. Un téléchargement non officiel de la chanson sur Twitter a recueilli 6,9 millions de vues. Selon Vice, plus d'un millier de vidéos sur TikTok ont utilisé la chanson. La BBC estime que la chanson a rapporté au moins 1888 $ uniquement sur Spotify ; Billboard estime que la chanson aurait pu rapporter 9400 $ dans le monde sur toutes les plateformes. Le retrait de la chanson pourrait entraîner la retenue des redevances.
La chanson pose des questions sur l’éthique et la légalité de la création de chansons avec l’IA. Ge Wang, professeur associé à l'Université de Stanford, déclare à propos des chansons créées par l'IA que « le chat ne retournera pas dans le sac ». Lauren Chanel, une écrivaine spécialisée dans la technologie et la culture, écrit dans un article du New York Times que les voix générées par l'IA pourraient permettre aux « personnes qui ne sont pas noires de revêtir le costume d'une personne noire ». Pendant ce temps, le rappeur américain Meek Mill qualifie la chanson de « flamme ».

## Héritage
"Heart on My Sleeve" provoque un afflux de chansons utilisant la voix de Drake ; l'une de ces chansons, Laser Bong, aurait été réalisée en quelques minutes à l'aide du logiciel de station audionumérique Ableton Live par Charlie Harding, co-auteur de Switched on Pop (2019), en utilisant un article de The Verge sur un bong laser. Le 5 septembre, Ghostwriter977 sort Whiplash, une chanson mettant en vedette les voix générées par l'IA des rappeurs américains Travis Scott et 21 Savage. Selon le New York Times, Ghostwriter977 cherche à obtenir un Grammy Award pour Heart on My Sleeve ; le PDG de la Recording Academy, Harvey Mason Jr., a contacté Ghostwriter977 après la sortie de Heart on My Sleeve.